# Dzu Šin
Dzu Šin (kitajsko 祖辛) z osebnim imenom Dzi Dan je bil kitajski kralj iz dinastije Šang. 
V Zapisih velikega zgodovinarja ga Sima Čjan omenja kot štirinajstega kralja dinastije Šang, ki je nasledil svojega očeta Dzu Jija. Ustoličen je bil v letu vudzi v svoji prestolnici Bi. Vladal je okoli šestnajst let, po Bambusnih letopisih štirinajst let. Po smrti je dobil ime Dzu Šin. Nasledil ga je brat Čjang Džja.
Zapisi na orakeljskih kosteh, izkopanih v Jinšuju, kažejo, da je bil trinajsti kralj dinastije Šang.